# Ленинский проспект (станция метро, Санкт-Петербург)
«Ле́нинский проспе́кт» — станция Петербургского метрополитена. Расположена на Кировско-Выборгской линии между станциями «Автово» и «Проспект Ветеранов».
Станция открыта 5 октября 1977 года в составе участка «Автово» — «Проспект Ветеранов» (праздничные мероприятия состоялись раньше — 29 сентября 1977 года). При этом было прекращено движение до тупиковой наземной открытой станции «Дачное» с её ликвидацией. Своё название станция получила по одноимённой городской магистрали, на которой располагается один из выходов. Станция получила имя Ленина за 5 месяцев до открытия.

## Наземные сооружения
Павильоны отсутствуют, вход на станцию совмещён с подуличными пешеходными переходами, имеющими выходы на Ленинский проспект и бульвар Новаторов. Из-за мелкого заложения станции в обоих вестибюлях отсутствуют эскалаторы.

## Подземные сооружения
«Ленинский проспект» — колонная станция мелкого заложения (глубина ≈ 8 м). Наряду с соседней «Проспект Ветеранов» является самой мелкой в городе. Подземный зал сооружён по проекту архитекторов А. С. Гецкина, Е. И. Валя и инженера А. Н. Яковлева. Станция готовилась к пуску под названием «Проспект Героев», но её оформление частично перекликается с Мавзолеем Ленина. Расширяющиеся кверху колонны в перронном зале облицованы красным карельским гранитом. В отделке путевых стен использован неполированный белый мрамор.
Как и станция «Проспект Ветеранов» — представитель немногочисленных в Петербургском метрополитене станций «московского типа» или «сороконожек» (колонных станций мелкого заложения с упрощённым оформлением подземного зала). Кроме того, это одна из немногих в городе на Неве станций метро без эскалаторов.
Шрифт надписей на путевых стенах также является аллюзией на Мавзолей Ленина.
Летом 2012 года выход со станции к Ленинскому проспекту оснащён подъёмником для людей с ограниченными возможностями. Этот подъёмник, разработанный «Ленметрогипротрансом», стал первым в Петербургском метрополитене.

## Пассажиропоток
По данным рекламного агентства «Проспект» станцией ежедневно пользуются около 57 тысяч человек (суммарная проходимость через оба входа/выхода). Ежемесячный пассажиропоток составляет 1 733 254 человек.

## Наземный транспорт

### Автобусные маршруты

#### Городские
| №   | Конечный пункт 1                               | Пересадки | Конечный пункт 2       |
| --- | ---------------------------------------------- | --- | ---------------------- |
| 18  | проспект Маршала Жукова                        | Ульянка Дачное Автово                                                                                            | завод «Северная верфь» |
| 26  | Московский вокзал Площадь Восстания Маяковская | Лиговский проспект Обводный канал Московские ворота Электросила Парк Победы Московская Ленинский проспект Автово | А.С. «Кировский завод» |
| 73  | Счастливая улица                               | Автово Кировский завод                                                                                           | Нарвская               |
| 87  | Проспект Маршала Жукова Лигово                 | — | Ленинский проспект     |
| 103 | Старый Петергоф                                | Проспект Ветеранов                                                                                               | Ленинский проспект     |
| 114 | Счастливая улица                               | Ленинский проспект Московская Проспект Славы                                                                     | Елизаровская           |
| 130 | проспект Маршала Жукова Лигово                 | Сосновая Поляна Проспект Ветеранов Ленинский проспект                                                            | Московская             |
| 142 | Счастливая улица                               | — | улица Доблести         |
| 226 | улица Пионерстроя                              | Ленинский проспект Московская Парк Победы Электросила                                                            | Московские ворота      |
| 239 | Петергофское шоссе                             | Ленинский проспект Московская Проспект Славы Ломоносовская                                                       | Кудрово, ТК «Мега»     |
| 243 | Московское шоссе, 33                           | Московская Ленинский проспект                                                                                    | Балтийский бульвар     |
| 246 | проспект Маршала Жукова Лигово                 | Проспект Ветеранов Ленинский проспект Московская Проспект Славы                                                  | Купчино                |
| 256 | проспект Маршала Жукова                        | Ульянка Проспект Ветеранов Ленинский проспект Звёздная                                                           | Купчино                |
| 333 | проспект Маршала Жукова Лигово                 | Сосновая Поляна Ленинский проспект                                                                               | Московская             |

#### Пригородные
| №    | Конечный пункт 1   | Пересадки          | Конечный пункт 2 |
| ---- | ------------------ | ------------------ | ---------------- |
| 639А | Ленинский проспект | Проспект Ветеранов | Гостилицы        |

#### Бесплатные
| №     | Конечный пункт 1                             | Пересадки                             | Конечный пункт 2 |
| ----- | -------------------------------------------- | ------------------------------------- | ---------------- |
| [ 5 ] | Ленинский проспект                           | Ленинский проспект Проспект Ветеранов | ТРК «Лето»       |
| [ 6 ] | Ленинский проспект (Ленинский проспект, 130) | —                                     | БЦ «Цитадель»    |

### Троллейбусные маршруты
| №  | Конечный пункт 1       | Пересадки                                         | Конечный пункт 2      |
| -- | ---------------------- | ------------------------------------------------- | --------------------- |
| 29 | Сортировочная          | Московская Ленинский проспект Проспект Ветеранов  | улица Солдата Корзуна |
| 32 | Троллейбусный парк № 1 | —                                                 | Балтийский бульвар    |
| 35 | Сортировочная          | Международная Московская Ленинский проспект       | проспект Героев       |
| 44 | Авангардная улица      | Проспект Ветеранов Ленинский проспект Электросила | Московские ворота     |
| 45 | Звёздная улица         | Московская Ленинский проспект                     | проспект Героев       |
| 46 | Троллейбусный парк № 1 | Проспект Ветеранов                                | Сергиево              |

## Особенности проекта и станции
При строительстве тоннелей в сторону станции «Проспект Ветеранов» применялись клееболтовые стыки повышенной прочности в тоннелях. Тоннели прошли точно под бульваром Новаторов.

### Топонимика
- При строительстве магистраль носила название «Проспект Героев». Нынешнее название эта станция получила в связи с переименованием проспекта 18 апреля 1977 года (к 60-летию Октябрьской революции), когда этому участку Центральной дуговой магистрали присвоили имя Ленина[7][8].
- Одноимённая железнодорожная платформа расположена на расстоянии 1 км (две остановки наземного транспорта).
- До начала 1990-х годов станция была примечательна четырёхкратным упоминанием имени В. И. Ленина на фризовых надписях («Ленинградский ордена Ленина метрополитен имени В. И. Ленина. Станция „Ленинский проспект“»)[7]. Другой такой станцией была «Площадь Ленина», причём обе станции находятся на одной линии.

## Галерея

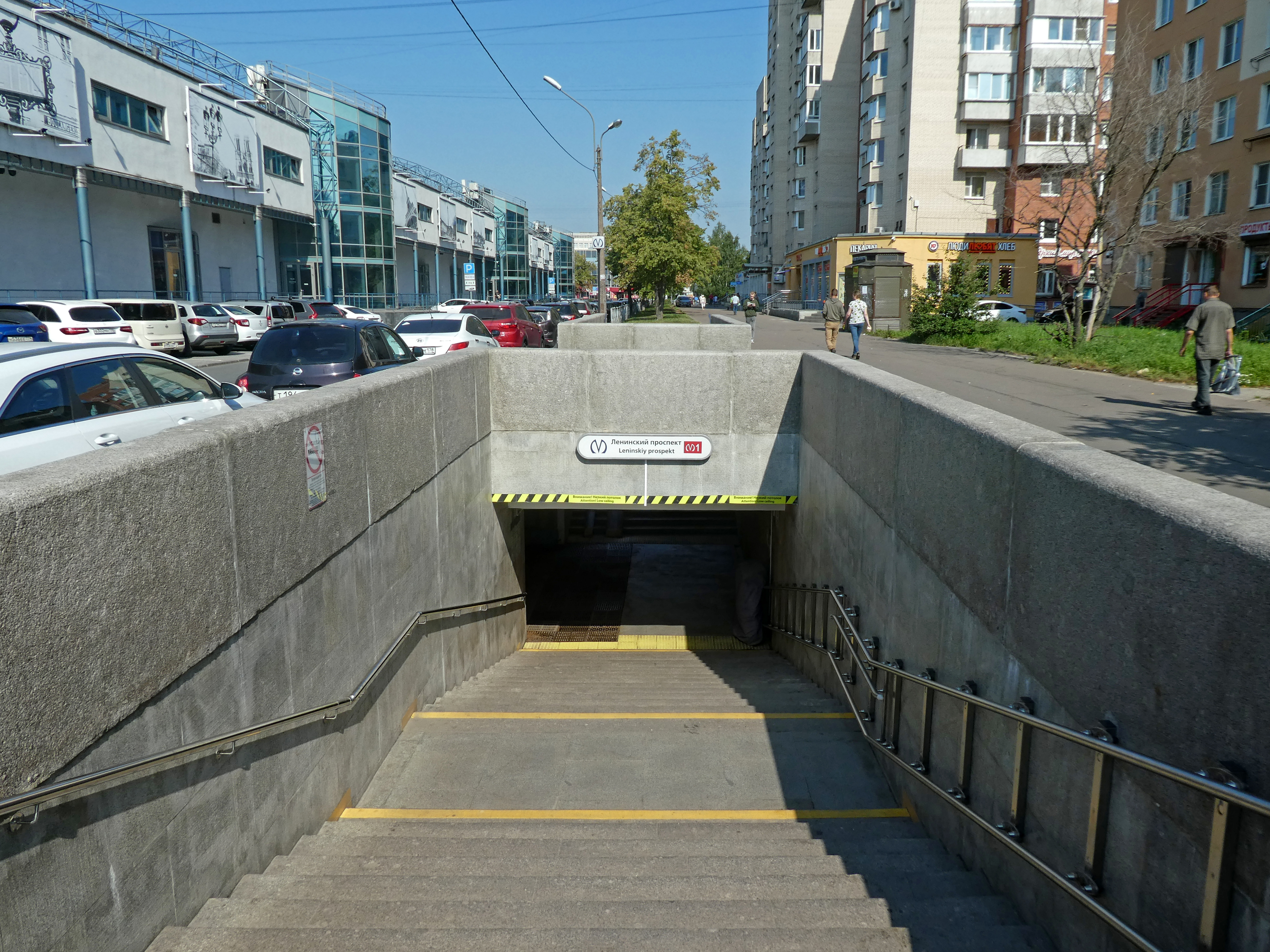
Юго-восточный вход (с бульвара Новаторов)
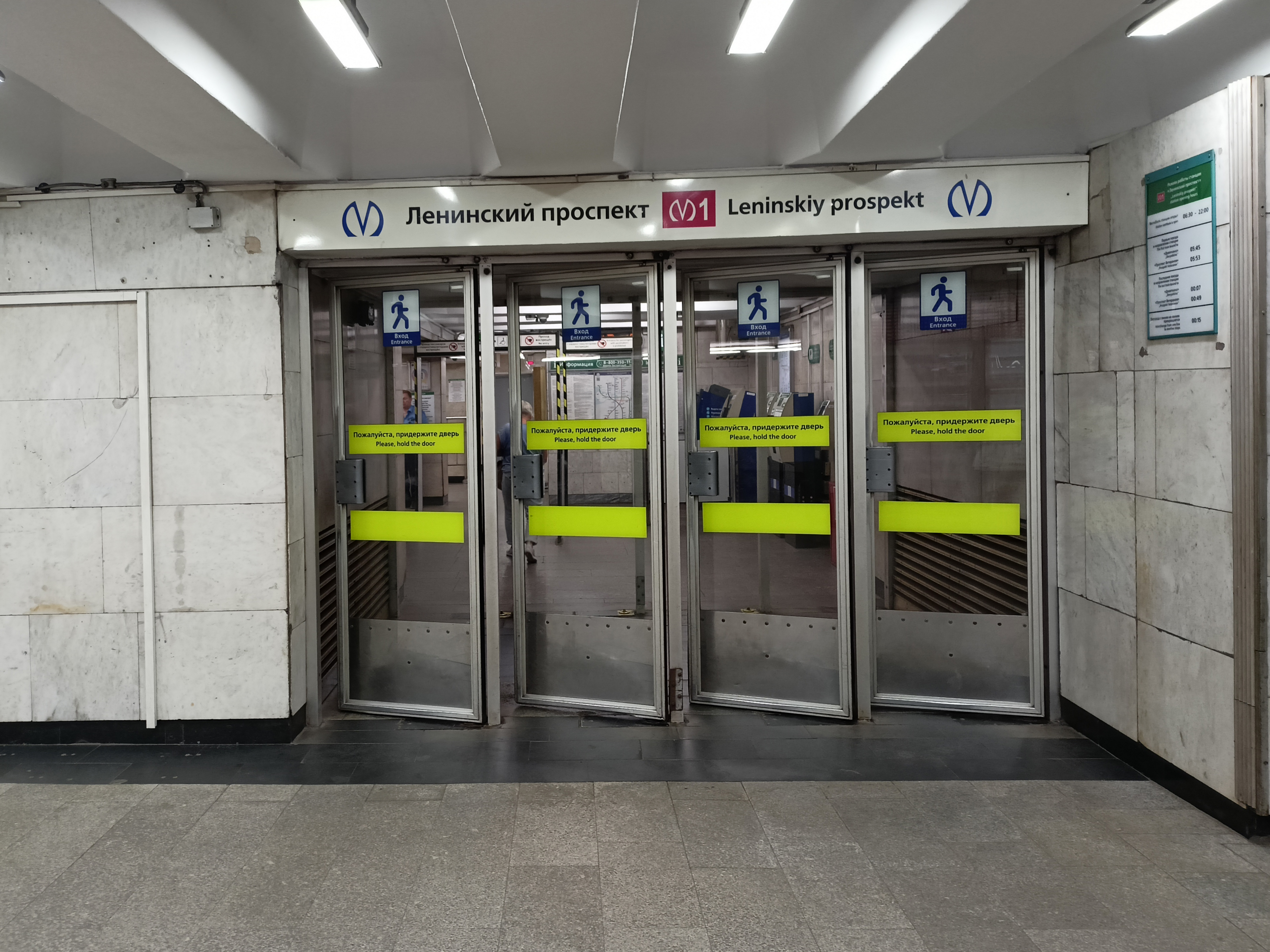
Вход в южный вестибюль
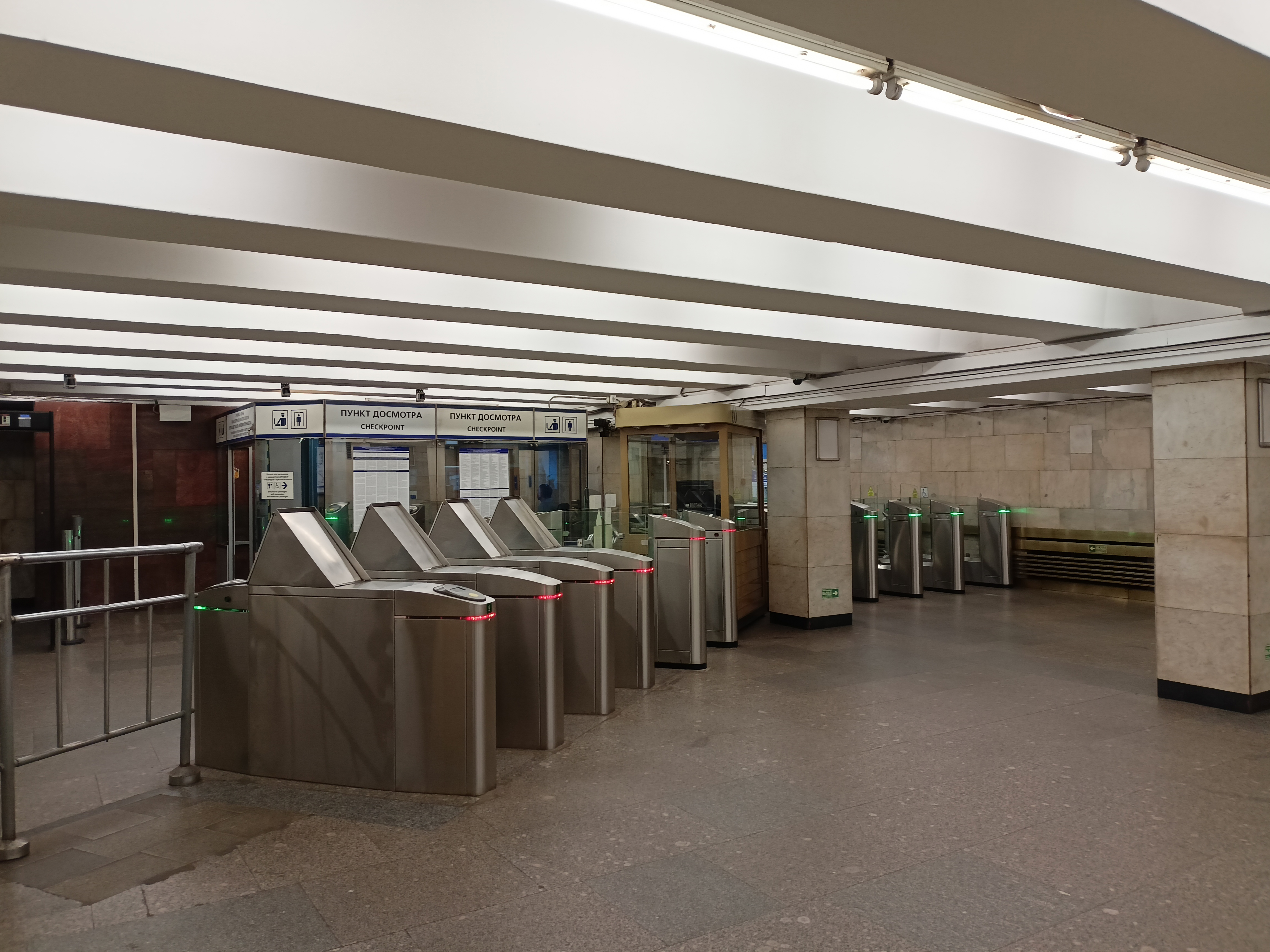
Турникеты в южном вестибюле
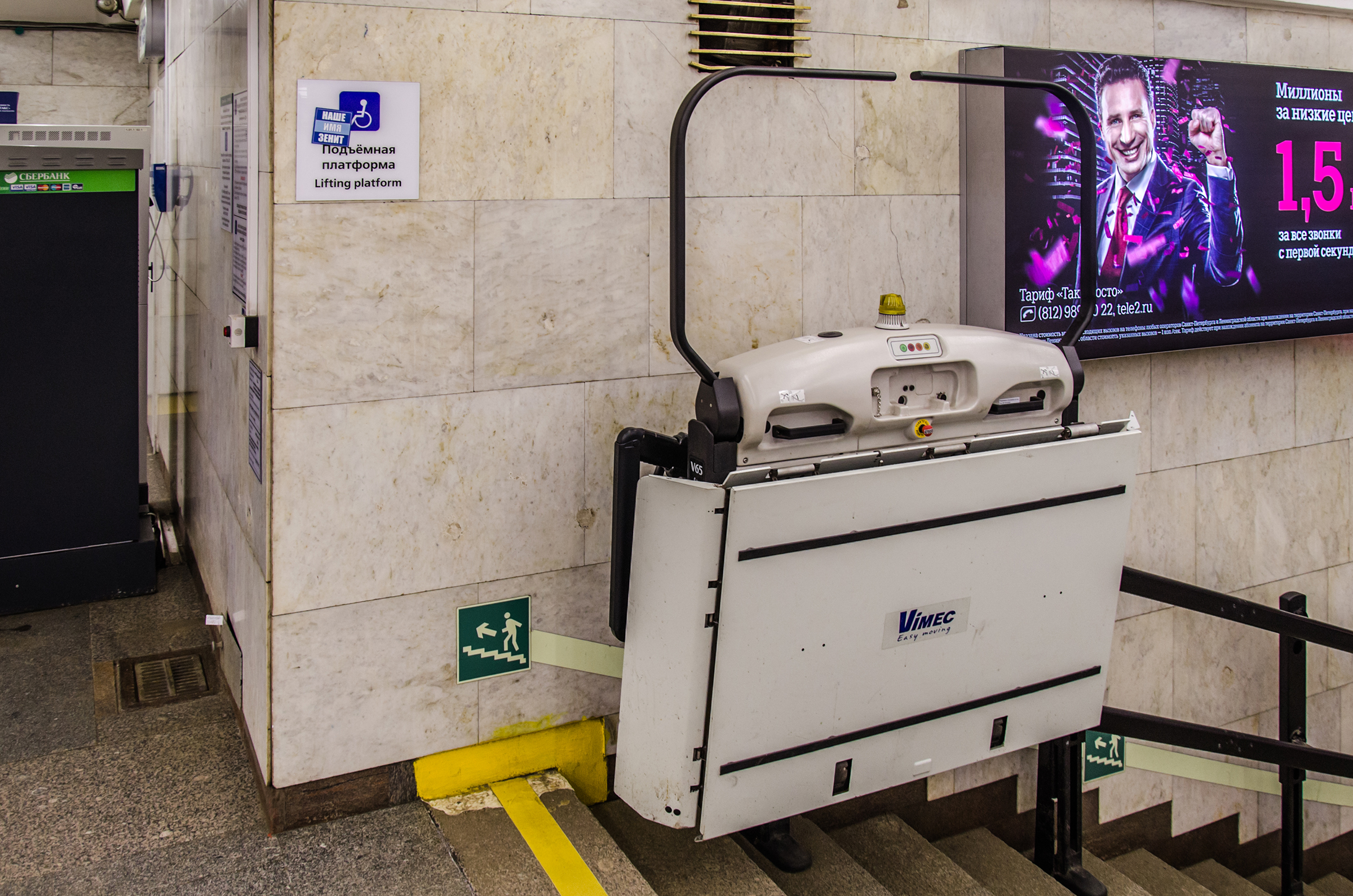
Подъёмник для людей с ограниченными возможностями